# Нейронный дарвинизм
Нейронный дарвинизм — теория о групповом отборе нейронов. 
Предложена Джералдом Эдельманом в 1987 году.

## Описание
Теория включает три основных принципа — отбор в процессе развития, экспериментальный отбор и повторный вход.
1) Отбор развития — формирование общей анатомии мозга контролируется генетическими факторами, но у любого человека связь между нейронами на синаптическом уровне и их организация в функциональные нейронные группы определяется соматическим отбором во время роста и развития. Этот процесс порождает огромное разнообразие нейронных схем — как отпечаток пальца или радужная оболочка, у двух людей не будет абсолютно одинаковых синаптических структур в любой сопоставимой области ткани мозга. Их высокая степень функциональной пластичности и необычайная плотность их взаимосвязей позволяет нейронным группам самоорганизовываться во многие сложные и адаптируемые «модули». Они состоят из множества различных типов нейронов, которые обычно более тесно и плотно связаны друг с другом, чем с нейронами в других группах.
2) Экспериментальный отбор — перекрывая начальный рост и развитие мозга и распространяясь на всю жизнь человека, непрерывный процесс синаптического отбора происходит в разнообразных репертуарах нейронных групп. Этот процесс может усиливать или ослаблять связи между группами нейронов, и он ограничен сигналами значений, которые возникают в результате активности восходящих систем мозга, которые постоянно модифицируются успешным выходом. Экспериментальный отбор генерирует динамические системы, которые могут «отображать» сложные пространственно-временные события от органов чувств, систем тела и других нейронных групп в головном мозге на другие выбранные нейронные группы. Эдельман утверждает, что этот динамический селективный процесс прямо аналогичен процессам отбора, которые действуют на популяции особей в виде видов, и он также указывает, что эта функциональная пластичность является обязательной, поскольку даже обширная кодирующая способность всего человеческого генома недостаточна для того, чтобы явно указать астрономически сложные синаптические структуры развивающегося мозга.
3) Возвращение — концепция входящей передачи сигналов между группами нейронов. Он определяет повторный вход как продолжающийся рекурсивный динамический обмен сигналами, который происходит параллельно между картами мозга и который непрерывно связывает эти карты друг с другом во времени и пространстве. Повторный вход зависит от его операций в запутанных сетях массово параллельных взаимных связей внутри и между нейронными группами, которые возникают в результате процессов эволюционного и эмпирического отбора, описанных выше. Эдельман описывает повторное вхождение как «форму продолжающегося отбора более высокого порядка … который кажется уникальным для мозга животных» и что «нет другого объекта в известной вселенной, столь полностью отличающегося возвратной схемой, как человеческий мозг».